# Al-Huwajja
Al-Huwajja (arab. الهويا) – miejscowość w Syrii, w muhafazie As-Suwajda. W 2004 roku liczyła 3063 mieszkańców.